# 田代尚也
田代 尚也（たしろ なおや、1987年 - ）は、日本の映画監督。東京都板橋区出身。

## 略歴・人物
立教大学現代心理学部映像身体学科卒業。2010年に『女子高生のはらわた』を卒業制作。学生作品ながら250万円の予算を自腹で注ぎ込み、アクションと残酷な特殊メイクを多用した事で映画祭で話題となる。その後も意欲的にホラー映画やスプラッター映画を撮り続け、2010年から4年連続でゆうばり国際ファンタスティック映画祭に正式出品している。
学生時代、ゆうばり国際ファンタスティック映画祭主催のワークショップにて残酷効果（特殊効果）の第一人者西村喜廣と知り合い、特殊メイクアトリエ「有限会社西村映造」に出入りするようになる。そのためか特殊メイクを駆使した作品が多い。
父親は落語家の桂歌春、姉はタレントの田代沙織。

## 監督作品
- 女子高生のはらわた（2010年） - 学生残酷映画祭審査員特別賞、ゆうばり国際ファンタスティック映画祭フォアキャスト部門、福岡インディペンデント映画祭優秀賞
- 人喰いメイドと殺人ナース（2011年） - ゆうばり国際ファンタスティック映画祭フォアキャスト部門、福岡インディペンデント映画祭優秀賞
- 血まみれ風呂屋（2011年） - Fastforward 2 Shortalucion #7正式出品
- 女子大生怪奇倶楽部（2012年） - ゆうばり国際ファンタスティック映画祭ゆうばりチョイス部門
- 裸の修道女（2012年） - ゆうばり国際ファンタスティック映画祭フォアキャスト部門
- 勃ち上がれ!ちんこーくん!（2013年） - ゆうばり国際ファンタスティック映画祭「ぼくのセックス」コンテスト準優勝
- ZOMBIE TV（2013年）（西村喜廣、幕野まえりと共同監督） - ブリュッセル国際ファンタスティック映画祭正式出品、FANGORIA Texas Frightmare Weekend正式出品、オーストリアmonster fest等
- そして鬼になる（2013年） - ゆうばり国際ファンタスティック映画祭フォアキャスト部門、Haapsalu Horror & Fantasy Film Festival正式出品
- 鼻目玉幸太郎の恋！（2015年）- ゆうばり国際ファンタスティック映画祭オフシアターコンペ部門

## 脚本協力
- TEBANA SANKICHI: Re-mix ver.（2012年） - 山口雄大監督・坂口拓主演